# Ferrita acicular
Ferrita acicular é uma microestrutura ferrítica presente em alguns aços, caracterizada por grãos pequenos em um formato agulhado, quando vistos em duas dimensões. Os grãos, na verdade tridimensionais, tem a forma de uma fina camada lenticular. Esta microestrutura é vantajosa sobre outras microestruturas por causa de sua ordenação caótica, o que aumenta a resistência.
A ferrita acicular se forma no interior do grão austenítico por nucleação direta com as inclusões, resultando na sua orientação aleatória e aparência. Também é caracterizada por apresentar contornos de alto ângulo. Isso reduz ainda mais a possibilidade de clivagem, porque esses ângulos bloqueiam a propagação de trincas.
Na soldagem de aços C-Mn, é relatado que a nucleação de várias morfologias ferríticas são auxiliadas por inclusões não metálicas; em particular, inclusões ricas em oxigênio de um determinado tipo e tamanho estão associadas com a nucleação intragranular de ferrita acicular. O intertravamento natural da ferrita acicular, juntamente com a sua granulometria fina (0,5 a 5 um com relação de aspecto de 3:1 até 10:1), oferece a máxima resistência à propagação de trincas por clivagem.
O controle da composição do metal de solda é frequentemente realizado para maximizar a fração volumétrica de ferrita acicular, devido à sua resistência. Isso precisa ser feito com cuidado, pois um aumento exagerado no teor de ferrita acicular pode ocasionar perda de resistência devido ao aumento na concentração da fase M. A eficácia das inclusões como sítios de nucleação em aços de baixa liga modernos é tal que bainita intragranular pode nuclear sobre eles, tanto por refrigeração contínua quanto pelo processo de austêmpera. Alguma confusão tem surgido na literatura, visto que essa bainita, que pode ser semelhante à ferrita acicular na aparência, no microscópio óptico, tem sido chamada de ferrita acicular por alguns pesquisadores.